# Jaap Weber
Jacobus Gerardus Weber, detto Jaap, (Rotterdam, 4 agosto 1901 – Rotterdam, 30 settembre 1979), è stato un calciatore olandese, di ruolo attaccante.

## Carriera
A livello di club, Jaap Weber ha giocato tra le file del Feyenoord e dello Sparta Rotterdam.
Ha giocato anche 14 partite con la Nazionale olandese, l'esordio è avvenuto il 18 aprile 1927, ad Amsterdam, contro la Cecoslovacchia; il primo e unico goal è stato segnato invece contro la Germania a Colonia. Con gli Oranje ha preso parte anche alle Olimpiadi di Amsterdam 1928.

## Statistiche

### Cronologia presenze e reti in Nazionale
| Cronologia completa delle presenze e delle reti in nazionale ― Paesi Bassi | Cronologia completa delle presenze e delle reti in nazionale ― Paesi Bassi | Cronologia completa delle presenze e delle reti in nazionale ― Paesi Bassi | Cronologia completa delle presenze e delle reti in nazionale ― Paesi Bassi | Cronologia completa delle presenze e delle reti in nazionale ― Paesi Bassi | Cronologia completa delle presenze e delle reti in nazionale ― Paesi Bassi | Cronologia completa delle presenze e delle reti in nazionale ― Paesi Bassi | Cronologia completa delle presenze e delle reti in nazionale ― Paesi Bassi |
| Data                                                                       | Città                                                                      | In casa                                                                    | Risultato                                                                  | Ospiti                                                                     | Competizione                                                               | Reti                                                                       | Note                                                                       |
| -------------------------------------------------------------------------- | -------------------------------------------------------------------------- | -------------------------------------------------------------------------- | -------------------------------------------------------------------------- | -------------------------------------------------------------------------- | -------------------------------------------------------------------------- | -------------------------------------------------------------------------- | -------------------------------------------------------------------------- |
| 18-4-1927                                                                  | Amsterdam                                                                  | Paesi Bassi                                                                | 8 – 1                                                                      | Cecoslovacchia                                                             | Amichevole                                                                 | -                                                                          |                                                                            |
| 1-5-1927                                                                   | Amsterdam                                                                  | Paesi Bassi                                                                | 3 – 2                                                                      | Belgio                                                                     | Amichevole                                                                 | -                                                                          |                                                                            |
| 12-6-1927                                                                  | Copenaghen                                                                 | Danimarca                                                                  | 1 – 1                                                                      | Paesi Bassi                                                                | Amichevole                                                                 | -                                                                          |                                                                            |
| 13-11-1927                                                                 | Amsterdam                                                                  | Paesi Bassi                                                                | 1 – 0                                                                      | Svezia                                                                     | Amichevole                                                                 | -                                                                          |                                                                            |
| 20-11-1927                                                                 | Colonia                                                                    | Germania                                                                   | 2 – 2                                                                      | Paesi Bassi                                                                | Amichevole                                                                 | 1                                                                          |                                                                            |
| 11-3-1928                                                                  | Amsterdam                                                                  | Paesi Bassi                                                                | 1 – 1                                                                      | Belgio                                                                     | Amichevole                                                                 | -                                                                          |                                                                            |
| 1-4-1928                                                                   | Anversa                                                                    | Belgio                                                                     | 1 – 0                                                                      | Paesi Bassi                                                                | Amichevole                                                                 | -                                                                          |                                                                            |
| 22-4-1928                                                                  | Amsterdam                                                                  | Paesi Bassi                                                                | 2 – 0                                                                      | Danimarca                                                                  | Amichevole                                                                 | -                                                                          |                                                                            |
| 6-5-1928                                                                   | Basilea                                                                    | Svizzera                                                                   | 2 – 1                                                                      | Paesi Bassi                                                                | Amichevole                                                                 | -                                                                          |                                                                            |
| 30-5-1928                                                                  | Amsterdam                                                                  | Paesi Bassi                                                                | 0 – 2                                                                      | Uruguay                                                                    | Olimpiadi 1928                                                             | -                                                                          |                                                                            |
| 5-6-1928                                                                   | Rotterdam                                                                  | Paesi Bassi                                                                | 3 – 1                                                                      | Belgio                                                                     | Olimpiadi 1928                                                             | -                                                                          |                                                                            |
| 8-6-1928                                                                   | Rotterdam                                                                  | Paesi Bassi                                                                | 2 – 2                                                                      | Cile                                                                       | Olimpiadi 1928                                                             | -                                                                          |                                                                            |
| 14-6-1928                                                                  | Rotterdam                                                                  | Paesi Bassi                                                                | 1 – 2                                                                      | Egitto                                                                     | Amichevole                                                                 | -                                                                          |                                                                            |
| 4-11-1928                                                                  | Amsterdam                                                                  | Paesi Bassi                                                                | 1 – 1                                                                      | Belgio                                                                     | Amichevole                                                                 | -                                                                          |                                                                            |
| Totale                                                                     |                                                                            | Presenze                                                                   | 14                                                                         |                                                                            | Reti                                                                       | 1                                                                          |                                                                            |